# Ellerbach (Adelsgeschlecht)

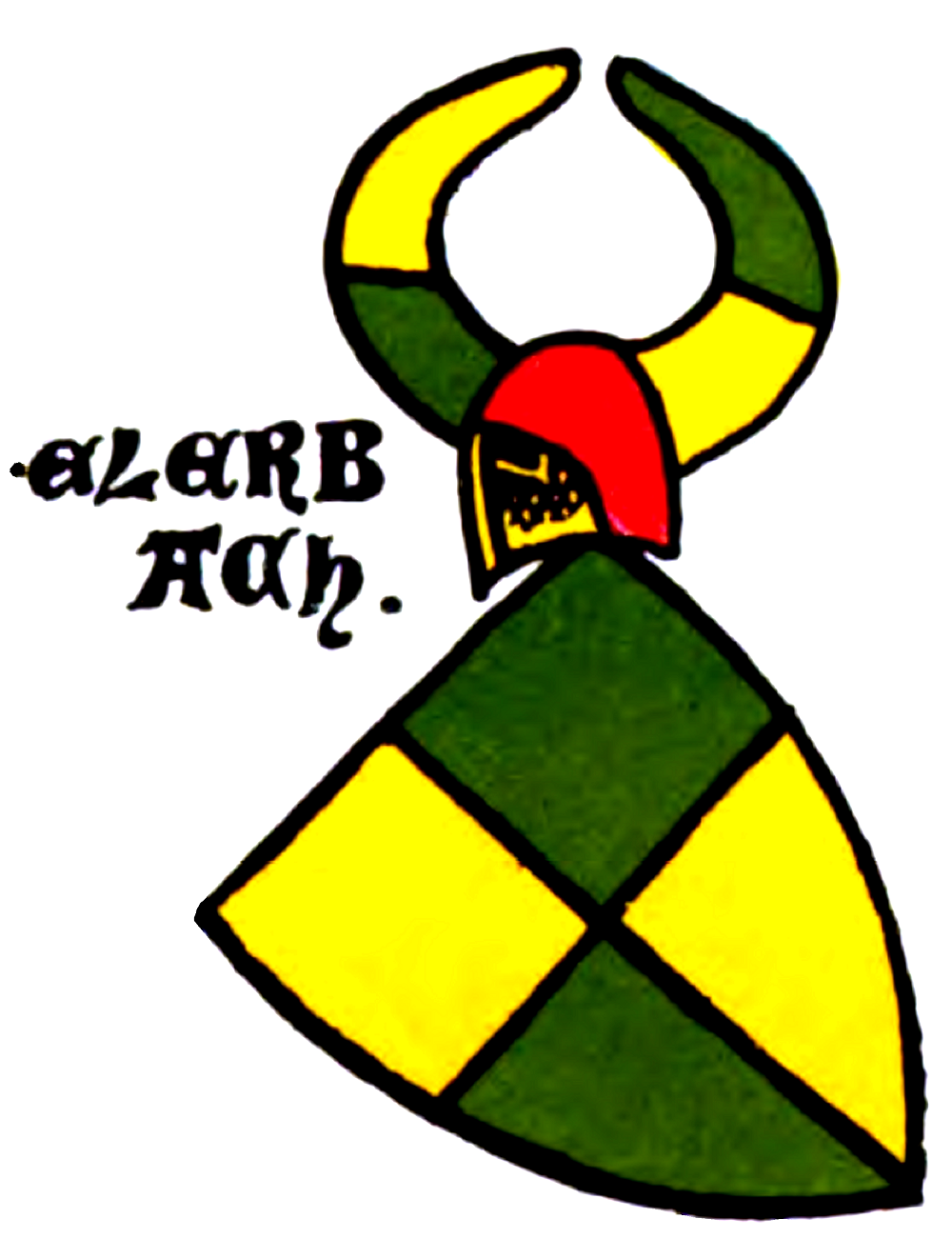
Wappen derer von Ellerbach in der Zürcher Wappenrolle, ca. 1340

Ellerbach ist Name eines bereits erloschenen Adelsgeschlechts, das vom 12. bis 16. Jahrhundert als Ritter in Schwaben und Österreich bestand.

## Geschichte
Das Geschlecht ist seit dem 12. Jahrhundert nachweisbar. Es war nicht verwandt mit der Familie von Ellenbach. 
Angehöriger der Familie war unter anderem der Augsburger Bischof Burkhard von Ellerbach. 
Das Geschlecht erlosch am 7. August 1570 im Mannesstamm mit dem Tod des Eitel Hans von Ellerbach zu Laupheim. Ihr Erbe fiel an die Familie von Ulm. Diese übernahm bei der Erhebung in den Freiherrenstand das Wappen derer von Ellerbach.
Unter anderem war die am Schwarzenbacher Schlossberg stehende Burg Schwarzenbach (ungarisch: Feketevár) für einige Jahrzehnte im Pfandbesitz der Ellerbachs.

## Wappen
Blasonierung: Das Stammwappen zeigt ein Schild von Gold und Grün geviert. Im Ingeram-Codex ist der Schild von Grün und Gold geviert.

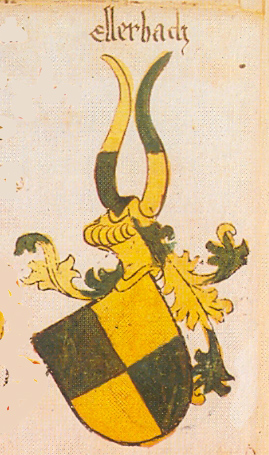
Wappen derer von Ellerbach im Ingeram-Codex
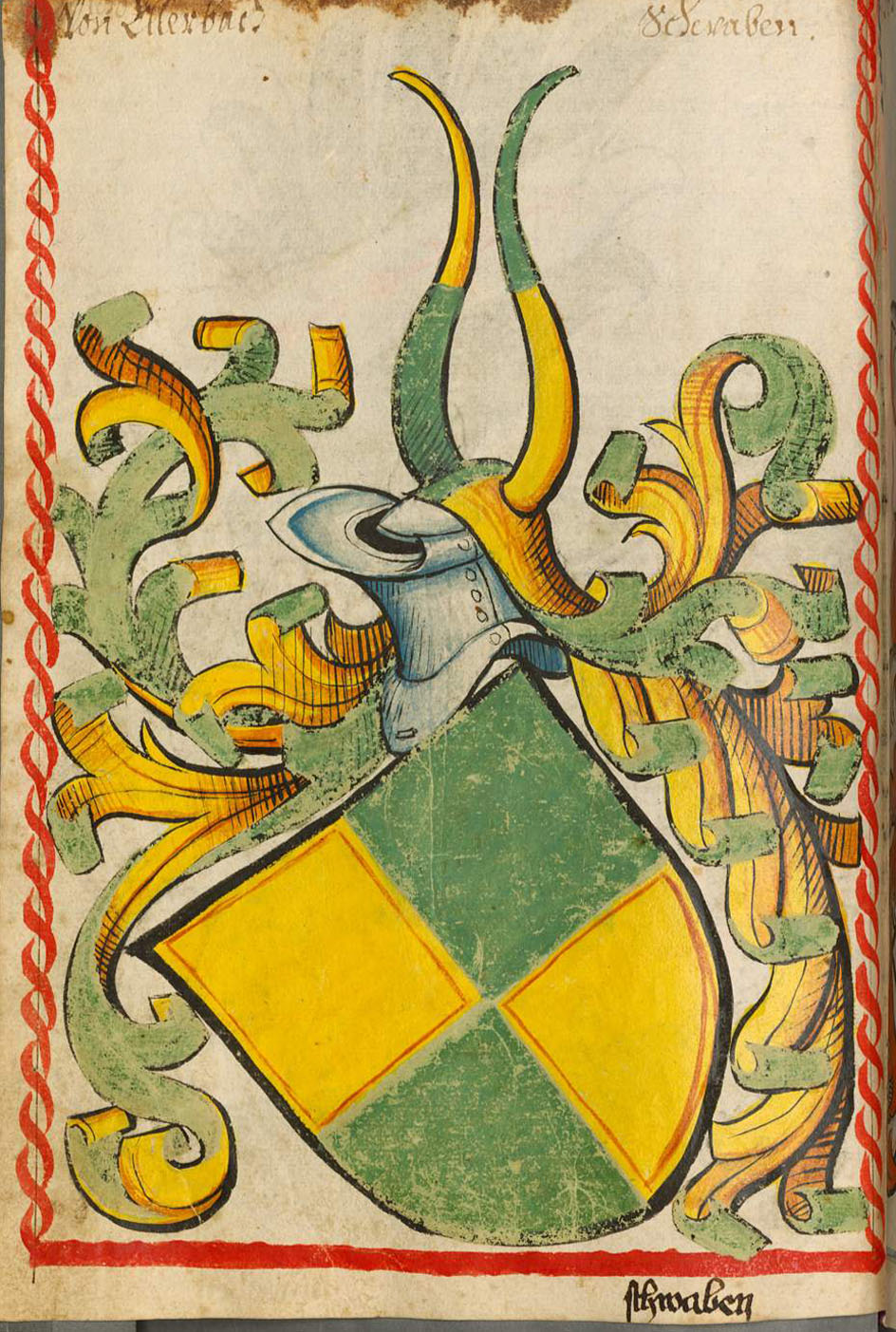
Wappen derer von Ellerbach im Scheiblerschen Wappenbuch

## Grabmale

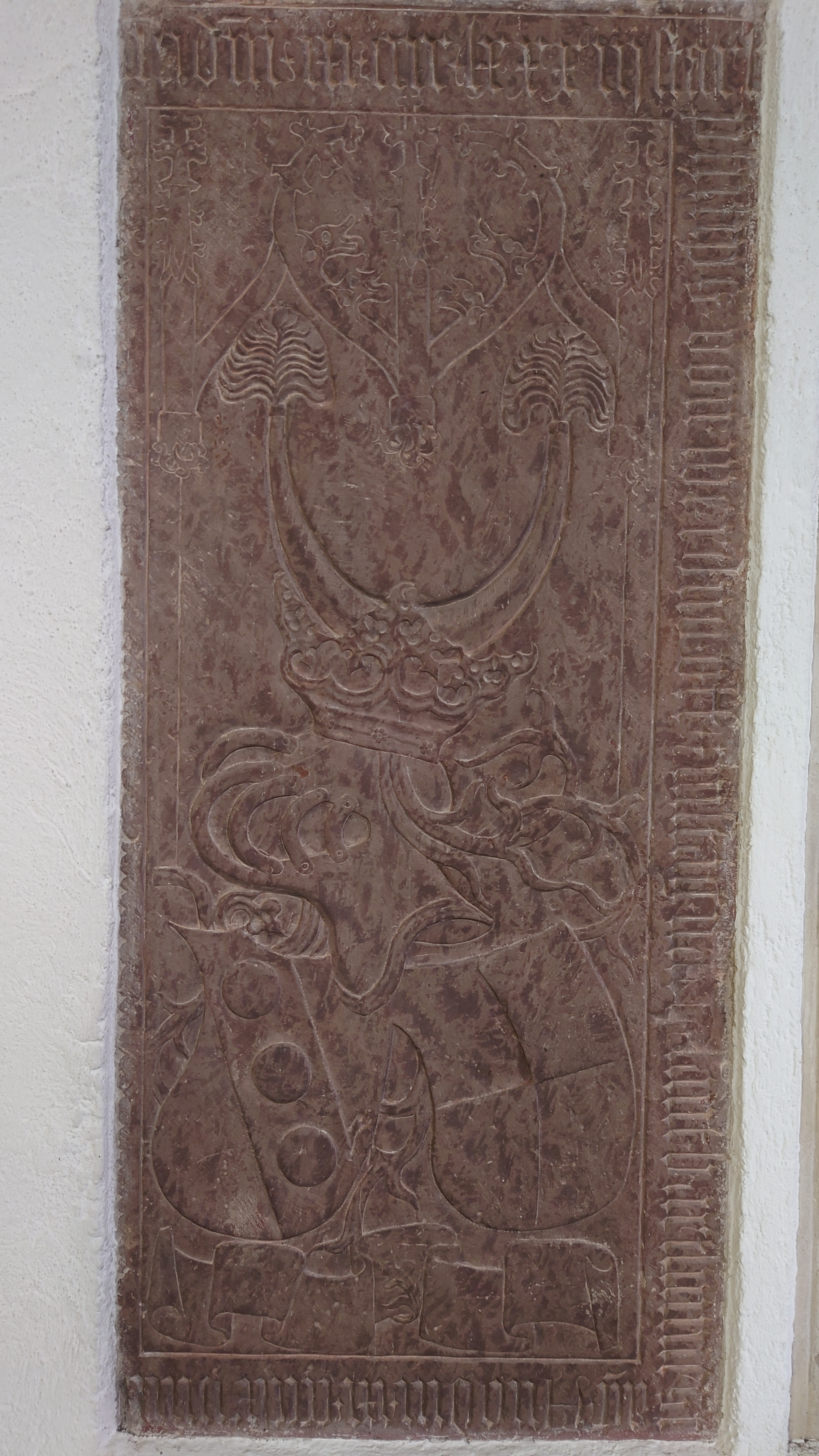
Grabplatte des Philipp von Wernau und seiner Mutter Wendelburg von Ellerbach in der Kirche St. Eusebius, Wendlingen